# Lipova
Lipova (węg. Lippa) – miasto w Rumunii w okręgu Arad, w Banacie. Liczy 12 tys. mieszkańców (2006).
W 1541 stolica Wschodniego Królestwa Węgier.

## Historia

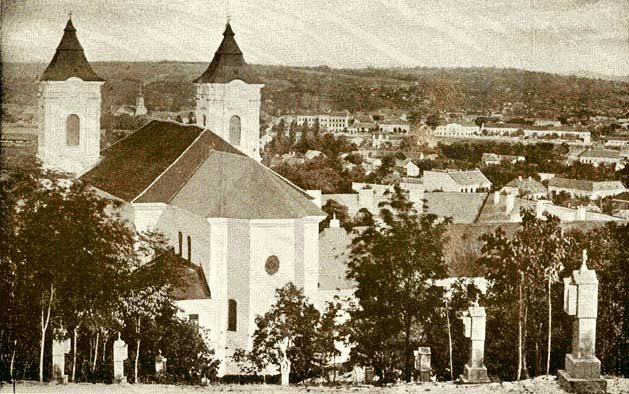
Węgierska Lippa na pocz. XX w.

Miejscowość istnieje od średniowiecza. Istniał tu zamek, zniszczony w trakcie I najazdu mongolskiego na Węgry, później odbudowany. Król Węgier Karol Robert w 1325 ufundował tu klasztor minorytów i kościół katolicki. Po zajęciu Budy przez Turcję Lippa została w 1541 tymczasową stolicą Wschodniego Królestwa Węgier, przed jej przeniesieniem do Gyulafehérváru. Po kilku epizodach okupacji tureckiej, w 1718 został podpisany traktat pokojowy w Požarevacu, na mocy którego miasto wraz z Banatem zostało częścią monarchii Habsburgów, po czym jeszcze w XVIII w. zostało ponownie scalone z Królestwem Węgier. Administracyjnie przynależało do komitatu Temes. Utracone przez Węgry na rzecz Rumunii na mocy postanowień traktatu w Trianon.

## Zabytki
- Zamek Șoimoș/Solymos(inne języki) (ruiny), sięgający XIII w.
- Bazar „Sub dughene”(inne języki) z XVII w.
- Kościół i klasztor Maria Radna(inne języki), sięgający XVIII w.
- Cerkiew Zwiastowania(inne języki) z 1792 r.
- Cerkiew Wniebowzięcia(inne języki) z XV-XIX w.
- Muzeum miejskie(inne języki) w domu z XIX w.
- Gmach Liceum im. A. Marienescu (Liceul Atanasie Marinescu) z XIX w.

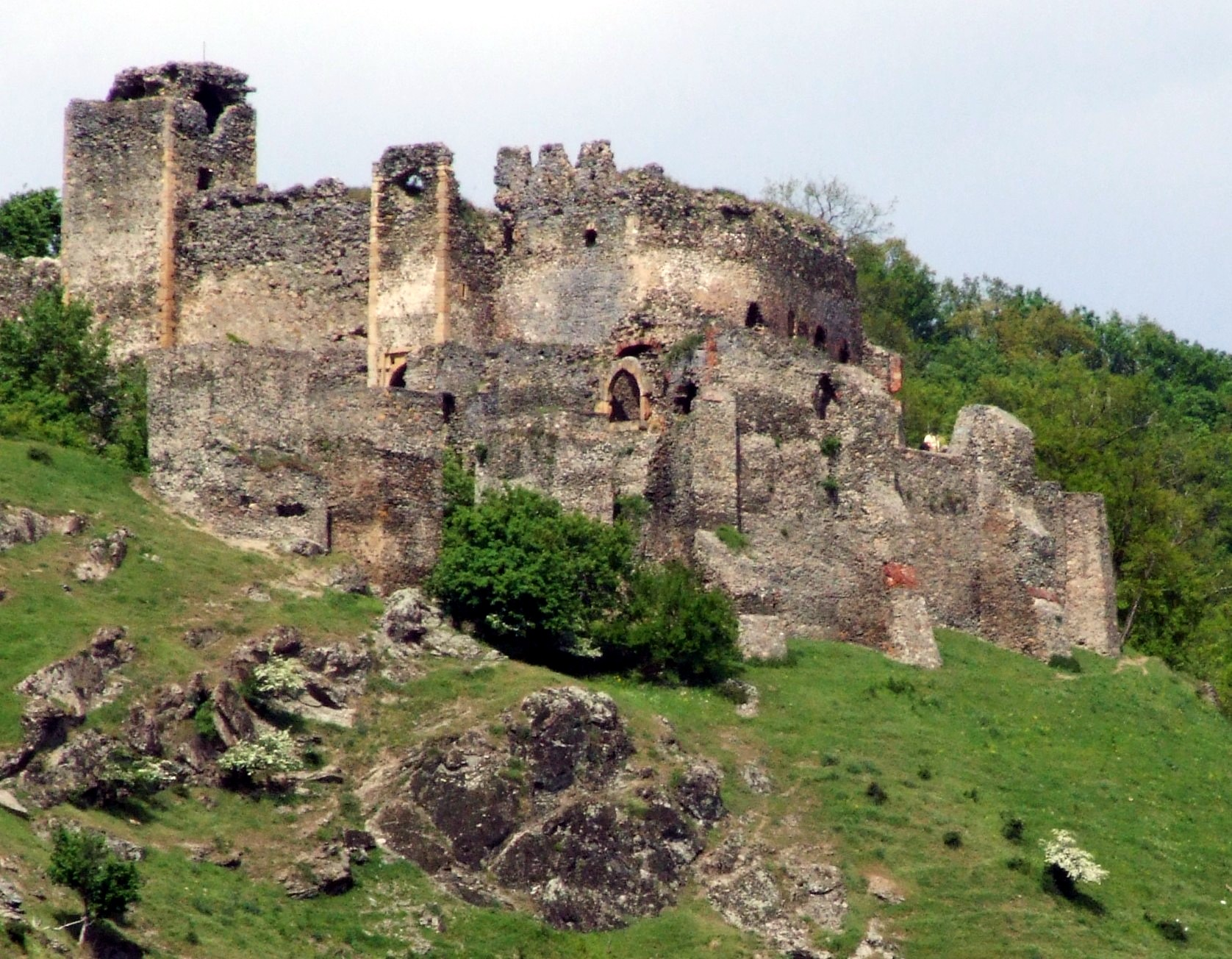
Zamek Șoimoș
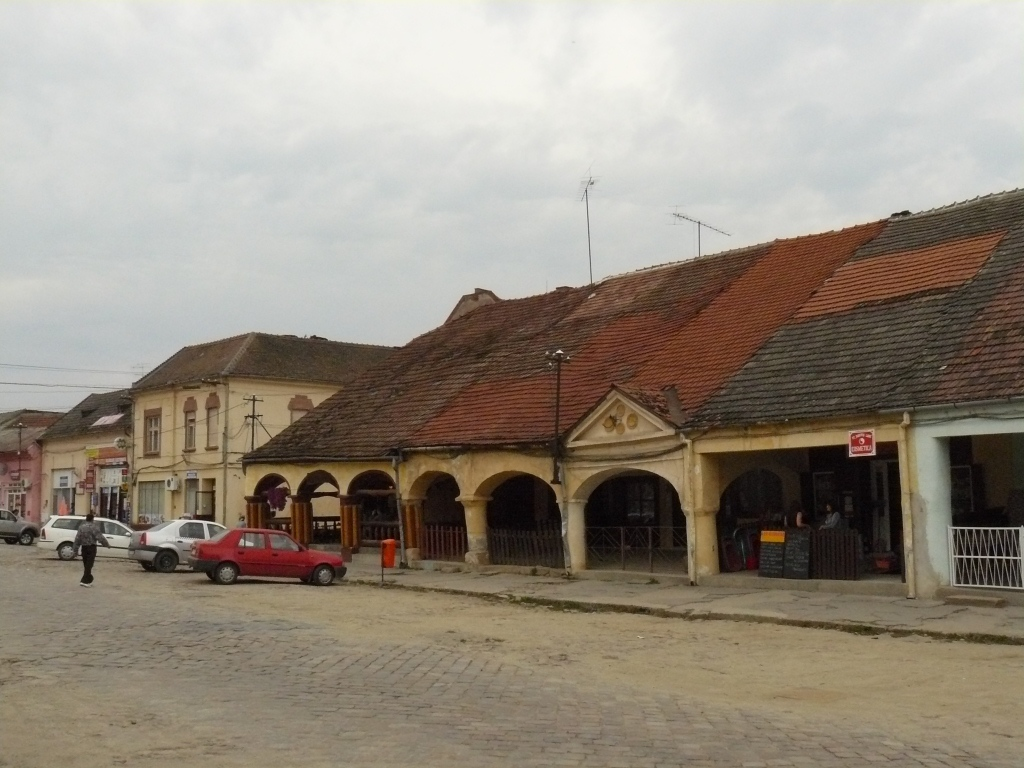
Bazar „Sub dughene”
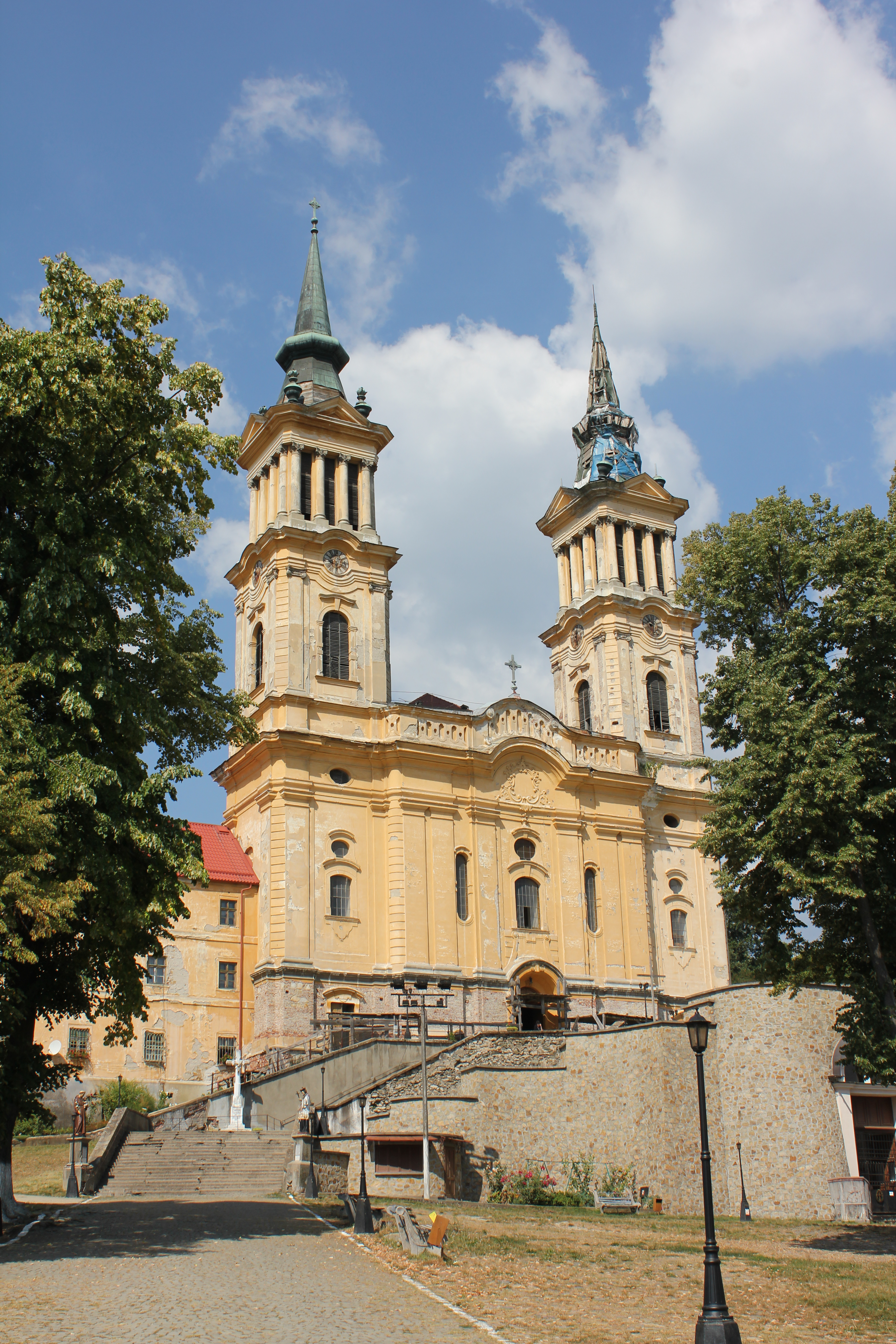
Kościół Maria Radna
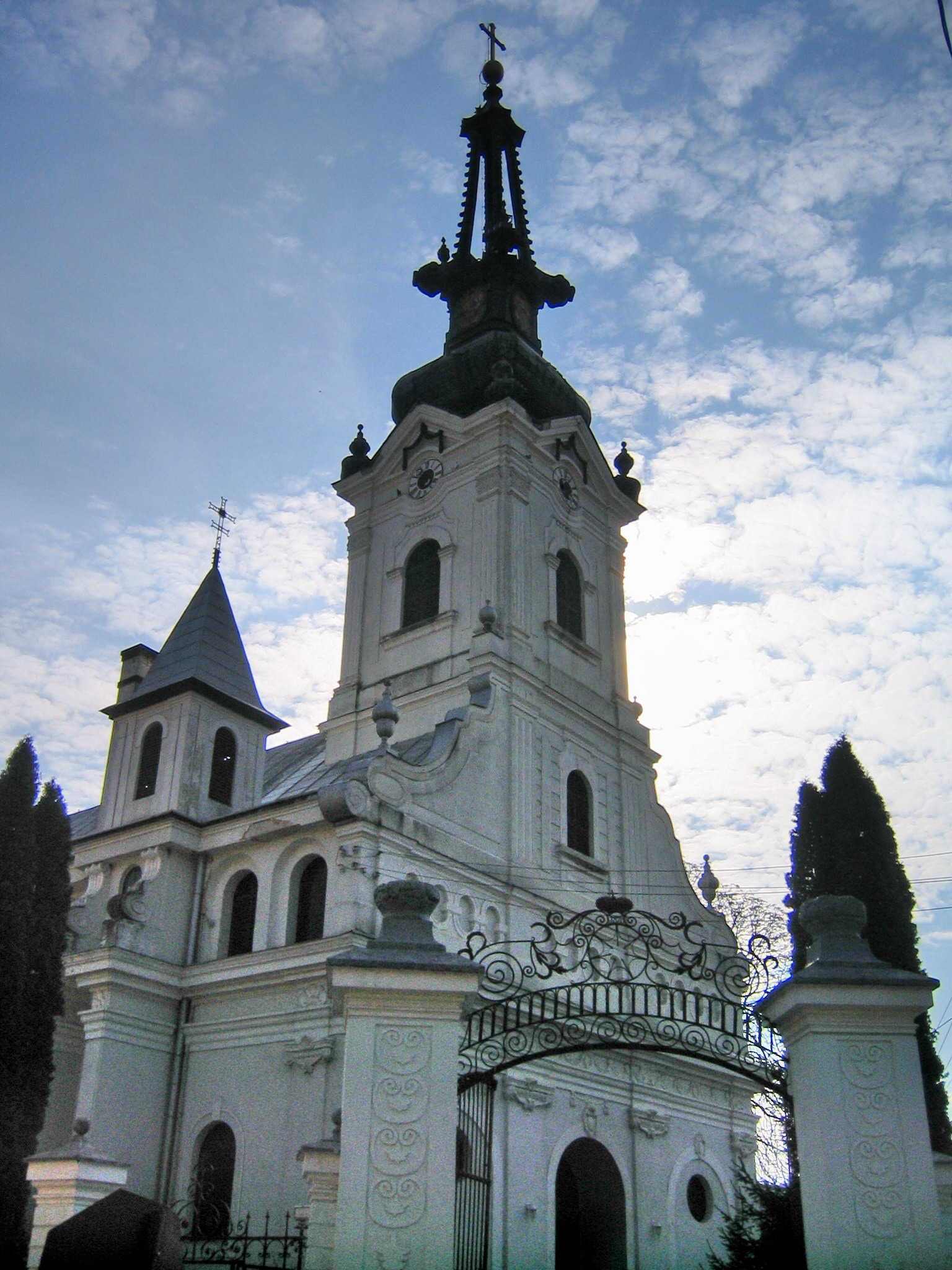
Cerkiew Wniebowzięcia
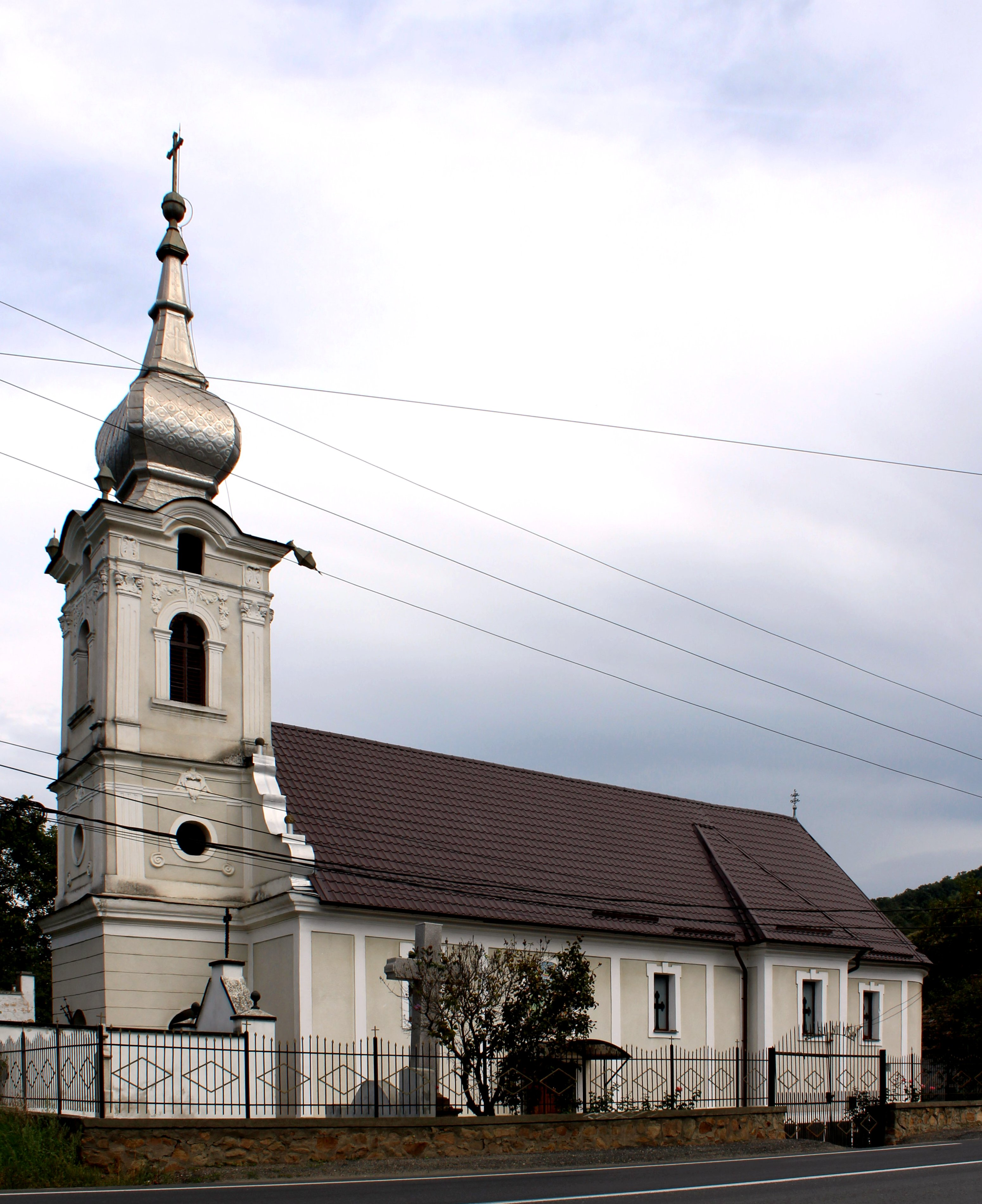
Cerkiew Zwiastowania